# Luigi Radice
Luigi Radice (Cesano Maderno, 15 de janeiro de 1935 - Monza, 7 de dezembro de 2018) foi um futebolista italiano que atuava como defensor.

## Carreira
Luigi Radice fez parte do elenco da Seleção Italiana na Copa do Mundo de 1962 no Chile, ele fez duas partidas.